# Campeonato Argelino de Futebol
Campeonato Argelino de Futebol ou The Algerian Ligue Professionnelle 1 (Árabe: الرابطة الجزائرية المحترفة الأولى لكرة القدم‎), também conhecida como Championnat National de Première Division ou Ligue 1 é a principal divisão do futebol argelino, iniciado desde 1962, após a indepedência do país, organizado pela Federação Argelina de Futebol.

## Clubes (2020–21)
| Clube              | Cidade         | Estádio                        | Capacidade |
| ------------------ | -------------- | ------------------------------ | ---------- |
| ASO Chlef          | Chlef          | Stade Mohamed Boumezrag        | 18.000     |
| CR Belouizdad      | Argel          | Stade 20 Août 1955             | 15.000     |
| CS Constantine     | Constantine    | Stade Mohamed Hamlaoui         | 60.000     |
| ES Sétif           | Sétif          | Stade 8 Mai 1945               | 15.000     |
| HB Chelghoum Laïd  | Chelghoum Laïd | Estádio 11 de Dezembro de 1961 | 10.000     |
| JS Kabylie         | Tizi Ouzou     | Stade 1er Novembre             | 18.000     |
| JS Saoura          | Béchar         | Stade 20 Août 1955             | 20.000     |
| JSM Skikda         | Skikda         | Stade 20 Août 1955             | 30.000     |
| MC Alger           | Argel          | Estádio 5 de Julho de 1962     | 66.000     |
| MC Oran            | Orã            | Estádio Ahmed Zabana           | 40.000     |
| Hussein Dey        | Argel          | Stade du 20 Août 1955          | 10.000     |
| NC Magra           | Magra          | Estádio Boucheligue Brothers   | 8.000      |
| Olympique de Médéa | Médéa          | Stade Imam Lyes                | 12.000     |
| Paradou AC         | Argel          | Stade Omar Hamadi              | 10.000     |
| RC Arbaâ           | Larbaâ         | Estádio Ismaïl Makhlouf        | 5.000      |
| RC Relizane        | Relizane       | Estádio Tahar Zoughari         | 30.000     |
| US Biskra          | Biskra         | Stade du 18 Février            | 25.000     |
| USM Alger          | Argel          | Estádio Omar Hammadi           | 15.000     |
| WA Tlemcen         | Tremecém       | Stade Akid Lotfi               | 18.000     |

## Campeões
| 1962–63        | USM Alger      | MC Alger         |
| 1963–64        | Hamra Annaba   | Hussein Dey      |
| 1964–65        | CR Belouizdad  | MSP Batna        |
| 1965–66        | CR Belouizdad  | ES Guelma        |
| 1966–67        | Hussein Dey    | CR Belouizdad    |
| 1967–68        | ES Sétif       | MC Oran          |
| 1968–69        | CR Belouizdad  | MC Oran          |
| Década de 1970 |                |                  |
| 1969–70        | CR Belouizdad  | MC Alger         |
| 1970–71        | MC Oran        | CS Constantine   |
| 1971–72        | MC Alger       | CR Belouizdad    |
| 1972–73        | JS Kabylie     | Hussein Dey      |
| 1973–74        | JS Kabylie     | MO Constantine   |
| 1974–75        | MC Alger       | RC Kouba         |
| 1975–76        | MC Alger       | Hussein Dey      |
| 1976–77        | JS Kabylie     | CR Belouizdad    |
| 1977–78        | MC Alger       | JS Kabylie       |
| 1978–79        | MC Alger       | JS Kabylie       |
| Década de 1980 |                |                  |
| 1979–80        | JS Kabylie     | CR Belouizdad    |
| 1980–81        | RC Kouba       | JS Kabylie       |
| 1981–82        | JS Kabylie     | Hussein Dey      |
| 1982–83        | JS Kabylie     | ES Sétif         |
| 1983–84        | GC Mascara     | USM El Harrach   |
| 1984–85        | JS Kabylie     | MC Oran          |
| 1985–86        | JS Kabylie     | ES Sétif         |
| 1986–87        | ES Sétif       | MC Oran          |
| 1987–88        | MC Oran        | JS Kabylie       |
| 1988–89        | JS Kabylie     | MC Alger         |
| Década de 1990 |                |                  |
| 1989–90        | JS Kabylie     | MC Oran          |
| 1990–91        | MO Constantine | ASM Oran         |
| 1991–92        | MC Oran        | USM El Harrach   |
| 1992–93        | MC Oran        | Hussein Dey      |
| 1993–94        | US Chaouia     | JS Bordj Ménaïel |
| 1994–95        | JS Kabylie     | MC Oran          |
| 1995–96        | USM Alger      | MC Oran          |
| 1996–97        | CS Constantine | MC Oran          |
| 1997–98        | USM El Harrach | USM Alger        |
| 1998–99        | MC Alger       | JS Kabylie       |
| Década de 2000 |                |                  |
| 1999–00        | CR Belouizdad  | MC Oran          |
| 2000–01        | CR Belouizdad  | USM Alger        |
| 2001–02        | USM Alger      | JS Kabylie       |
| 2002–03        | USM Alger      | USM Blida        |
| 2003–04        | JS Kabylie     | USM Alger        |
| 2004–05        | USM Alger      | JS Kabylie       |
| 2005–06        | JS Kabylie     | USM Alger        |
| 2006–07        | ES Sétif       | JS Kabylie       |
| 2007–08        | JS Kabylie     | ASO Chlef        |
| 2008–09        | ES Sétif       | JS Kabylie       |
| Década de 2010 |                |                  |
| 2009–10        | MC Alger       | ES Sétif         |
| 2010–11        | ASO Chlef      | JSM Béjaïa       |
| 2011–12        | ES Sétif       | JSM Béjaïa       |
| 2012–13        | ES Sétif       | USM El Harrach   |
| 2013–14        | USM Alger      | JS Kabylie       |
| 2014–15        | ES Sétif       | MO Béjaïa        |
| 2015–16        | USM Alger      | JS Saoura        |
| 2016–17        | ES Sétif       | MC Alger         |
| 2017–18        | CS Constantine | JS Saoura        |
| 2018–19        | USM Alger      | JS Kabylie       |
| Década de 2020 |                |                  |
| 2019–20        | CR Belouizdad  | MC Alger         |
| 2020–21        | CR Belouizdad  | ES Sétif         |
| 2021–22        | CR Belouizdad  | JS Kabylie       |
| 2022-23        | CR Belouizdad  | CS Constantine   |
| 2023-24        | MC Alger       | CR Belouizdad    |

## Titúlos por clubes
| Clubes         | Títulos | Ano |
| -------------- | ------- | --- |
| JS Kabylie     | 14      | 1972–73, 1973–74, 1976–77, 1979–80, 1981–82, 1982–83, 1984–85, 1985–86, 1988–89, 1989–90, 1994–95, 2003–04, 2005–06, 2007–08 |
| CR Belouizdad  | 10      | 1964–65, 1965–66, 1968–69, 1969–70, 1999–00, 2000–01, 2019–20, 2020–21, 2021–22, 2022-23                                     |
| MC Alger       | 8       | 1971–72, 1974–75, 1975–76, 1977–78, 1978–79, 1998–99, 2009–10, 2023-24                                                       |
| USM Alger      | 8       | 1962–63, 1995–96, 2001–02, 2002–03, 2004–05, 2013–14, 2015–16, 2018–19                                                       |
| ES Sétif       | 8       | 1967–68, 1986–87, 2006–07, 2008–09, 2011–12, 2012–13, 2014–15, 2016–17                                                       |
| MC Oran        | 4       | 1970–71, 1987–88, 1991–92, 1992–93                                                                                           |
| CS Constantine | 2       | 1996–97, 2017–18 |
| NA Hussein Dey | 1       | 1966–67 |
| USM El Harrach | 1       | 1997–98 |
| RC Kouba       | 1       | 1980–81 |
| MO Constantine | 1       | 1990–91 |
| ASO Chlef      | 1       | 2010–11 |
| Hamra Annaba   | 1       | 1963–64 |
| GC Mascara     | 1       | 1983–84 |
| US Chaouia     | 1       | 1993–94 |

## Artilheiros
| Temporada | Jogador                | Nacionalidade | Clube         | Gols |
| --------- | ---------------------- | ------------- | ------------- | ---- |
| 2009–10   | Hadji Bouguèche        | Argélia       | MC Alger      | 17   |
| 2010–11   | El Arbi Hillel Soudani | Argélia       | ASO Chlef     | 18   |
| 2011–12   | Mohamed Messaoud       | Argélia       | ASO Chlef     | 15   |
| 2012–13   | Moustapha Djallit      | Argélia       | MC Alger      | 14   |
| 2013–14   | Albert Ebossé          | Camarões      | JS Kabylie    | 17   |
| 2014–15   | Walid Derrardja        | Argélia       | MC El Eulma   | 15   |
| 2015–16   | Mohammad Za'abia       | Líbia         | MC Oran       | 13   |
| 2016–17   | Ahmed Gasmi            | Argélia       | Hussein Dey   | 14   |
| 2017–18   | Oussama Darfalou       | Argélia       | USM Alger     | 18   |
| 2018–19   | Zakaria Naidji         | Argélia       | Paradou       | 19   |
| 2019–20   | Abdennour Belhocini    | Argélia       | USM Bel Abbès | 10   |

## Desempenho por Cidades
| Cidade             | Título | Clubes                         | Anos                                                                                      |
| ------------------ | ------ | ------------------------------ | ----------------------------------------------------------------------------------------- |
| Argel              | 15     | MC Alger, USM Alger            | 1963, 1972, 1975, 1976, 1978, 1979, 1996, 1999, 2002, 2003, 2005, 2010, 2014, 2016, 2019. |
| Tizi Ouzou         | 14     | JS Kabylie                     | 1973, 1974, 1977, 1980, 1982, 1983, 1985, 1986, 1989, 1990, 1995, 2004, 2006, 2008.       |
| Sétif              | 8      | ES Sétif                       | 1968, 1987, 2007, 2009, 2012, 2013, 2015, 2017.                                           |
| Mohamed Belouizdad | 6      | Belouizdad                     | 1965, 1966, 1969, 1970, 2000, 2001.                                                       |
| Orã                | 4      | MC Oran                        | 1971, 1988, 1992, 1993.                                                                   |
| Constantina        | 3      | MO Constantine, CS Constantine | 1991, 1997, 2018.                                                                         |
| Oum El Bouaghi     | 1      | US Chaouia                     | 1994.                                                                                     |
| Mascara            | 1      | GC Mascara                     | 1984.                                                                                     |
| Anaba              | 1      | Hamra Anaba                    | 1964                                                                                      |
| Chlef              | 1      | ASO Chlef                      | 2011.                                                                                     |
| Kouba              | 1      | RC Kouba                       | 1981.                                                                                     |
| El Harrach         | 1      | USM El Harrach                 | 1998.                                                                                     |
| Hussein Dey        | 1      | Hussein Dey                    | 1997.                                                                                     |

## Participações na CAF

### Liga dos Campeões da CAF
| Clube          | N° | Ano                                                                                                   |
| -------------- | -- | --- |
| JS Kabylie     | 17 | 1978, 1981, 1982, 1983, 1984, 1986, 1990, 1991, 1996, 2005, 2006, 2007, 2008, 2009, 2010, 2020, 2023. |
| ES Sétif       | 12 | 1987, 1988, 1989, 2008, 2010, 2011, 2013, 2014, 2015, 2016, 2018, 2022.                               |
| USM Alger      | 9  | 1997, 2003, 2004, 2005, 2006, 2007, (2015), 2017, 2020.                                               |
| MC Alger       | 8  | 1976, 1977, 1979, 1980, 2000, 2011, 2018, 2021.                                                       |
| Belouizdad     | 6  | 1970, 2001, 2002, 2021, 2022, 2023.                                                                   |
| MC Oran        | 3  | (1989), 1993, 1994.                                                                                   |
| ASO Chlef      | 3  | 2009, 2012.                                                                                           |
| JSM Béjaïa     | 3  | 2012, 2013.                                                                                           |
| JS Saoura      | 2  | 2017 ,2019.                                                                                           |
| CS Constantine | 2  | 1998, 2019.                                                                                           |
| RC Kouba       | 1  | 1982.                                                                                                 |
| GC Mascara     | 1  | 1985.                                                                                                 |
| MO Constantine | 1  | 1992.                                                                                                 |
| US Chaouia     | 1  | 1995.                                                                                                 |
| USM El Harrach | 1  | 1999.                                                                                                 |
| MC El Eulma    | 1  | 2015.                                                                                                 |
| MO Béjaïa      | 1  | 2016.                                                                                                 |

### Copa das Confederações da CAF
| Clube          | N° | Ano                             |
| -------------- | -- | ------------------------------- |
| ES Sétif       | 5  | (2009), 2011, 2012, 2013, 2021, |
| JS Kabylie     | 5  | 2008, 2011, 2017, (2021), 2022  |
| Belouizdad     | 4  | 2004, 2010, 2018, 2020.         |
| MC Alger       | 4  | 2007, 2008, 2015, 2017          |
| USM Alger      | 4  | 2005, 2013, 2018, 2023          |
| ASO Chlef      | 3  | 2006, 2007, 2015                |
| JSM Béjaïa     | 3  | 2008, 2009, 2013                |
| CS Constantine | 2  | 2014, 2016                      |
| Hussein Dey    | 2  | 2006, 2019                      |
| MC Oran        | 2  | 2005, 2016                      |
| JS Saoura      | 2  | 2022, 2023                      |
| CA Batna       | 1  | 2011                            |
| MO Béjaïa      | 1  | (2016)                          |
| USM Bel Abbès  | 1  | 2019                            |
| Paradou        | 1  | 2020                            |

### Copa da CAF
| Clube            | N° | Ano               |
| ---------------- | -- | ----------------- |
| JS Kabylie       | 3  | 2000, 2001, 2002. |
| MC Oran          | 2  | 1996, 1998        |
| ASM Oran         | 1  | 1992              |
| USM El Harrach   | 1  | 1993              |
| US Chaouia       | 1  | 1994              |
| JS Bordj Ménaïel | 1  | 1995              |
| USM Aïn Beïda    | 1  | 1997              |
| USM Alger        | 1  | 1999              |
| MO Constantine   | 1  | 2001              |